# Akantocit
Akantocit (od grčke reči acantha, što znači „trn“), u biologiji i medicini odnosi se na oblik crvene ćelije krvi (eritrocit) koji ima šiljastu ćelijsku membranu, zbog abnormalnih trnovitih nastavaka. Sličan termin su špur ćelije. Često se mogu mešati sa ehinocitima ili šistocitima. Akntociti imaju grube, čudno raspoređene, varijacije veličine različitih dimenzija, i podsećaju na zvezde sa mnogo šiljaka.
One se mogu videti na krvnim razmazima, između ostalog kod abetalipoproteinemija, bolesti jetre, korejska akantocitoza, McLeod sindroma i nekoliko naslednih neuroloških i drugih poremećaja, kao što su neuroakanthocitoza, anorekisia nervoza, infantilna piknocitoza, hipotireoza, idiopatski neonatalitis, alkoholizam, kongestivna splenomegalija, Zieve sindrom i hronična granulomatozna bolest.

## Fiziologija
Eritrociti
Eritrocit ili crvena ćelija krvi je funkcionalno zrela će- lija periferne krvi, specifičnog oblika, prilagođena prenosu kiseonika iz pluća u periferna tkiva, da bi se zadovoljile potrebe organizma za kiseonikom. Kiseonik je neophodan za stvaranje energije, čime se reguliše i održava funkcionalna sposobnost i unutrašnja ravnoteža ćelije. Transport kiseonika je biohemijski aktivan proces.
Akantociti
Akantociti su spikulirani eritrociti, koji na svojoj površini imaju 2 do 10 ispupčenja koja su na njihovim krajevima često prigušena ili upletena uglasto. Promenjljivih su izgleda i promenljive dužine ispupčenja koja su najčešće nepravilno raspoređene na ćeliji. Sinonim za ove eritrocite je i spur ćelija.
Mehanizam stvaranja akantocita nije sasvim izučen, pa može postojati više mehanizama njihovog stvaranja u zavisnosti od stanja sa kojim su povezani.

## Patofiziogija

### Akantocitoza
Akantocitoza je bolest iz grupe hemolitickih anemija koje nastaju zbog stečenog poremećaja na membrani eritrocita. Poremećaj se karakteriše eritrocitima neobičnog oblika, sa mnogobrojnim bodljama. Nastaje u teškim bolestima jetre. Zbog disfunkciji jetre, apolipoprotein A-II, inače deficijentni lipoprotein,  akumulira se u plazmi, uzrokujući povećani nivo holesterola u eritrocitima. Ovo uzrokuje abnormalnost membrane eritrocita što dovodi do remodelovanja u slezini i formiranja akantocita.
Kliničkom slikom dominira, žutica zbog teškog oboljenja jetre, umerena do teška anemija, povećanje slezinе, poremećaji moždane funkcije. Lečenje transfuzijama nije od velike koristi jer se i tako uneti eritrociti menjaju. Odstranjenje slezene sprečava prerano razaranje eritrocita, ali je taj zahvat visoko rizičan u bolesnika sa teškom jetrenom bolešcu.

### Abetalipoproteinemija
Aantociti čine 50% ili više eritrocita u abetalipoproteinemiji, pa se mogu koristiti kao skrining alat. Nenormalni lipidni sastav odgovoran je za ovu morfološku abnormalnost sa šiljastom membranom crvenih ćelija. Preživljavanje akantocita u crvenim ćelijama može se skratiti, što rezultuje hiperbilirubinemijom i retikulocitozom, mada ne i anemijom. Akantociti imaju malo spojeva i različitih su veličina, dok takozvani ehinociti obično imaju nazubljene obrise sa malim ujednačenim ispupčenjima, manje ili više ravnomerno raspoređene po površini. Ehinociti su uobičajeni artefakti u briše ima krvi. Da bi se izbegli mogući artefakti, važno je potražiti akantocite sa standardizovanim protokolom u razmazu krvi razblaženom 1:1 heparinizovanim fiziološkim rastvorom iz sveže krvi. S obzirom na tehničke probleme i potencijalne zamke u prepoznavanju akantocita, vrlo nizak nivo holesterola može biti manje zahtevna opcija skrininga za abetalipoproteinemiju.

### Neuroakantocitoza
Akantocitoza se, za razliku od abetalipoproteininemije, javlja i u tri veoma različita sindroma neuroakanthocitoze, kao:
- koreoakantitocitoza,[3]
- McLeod sindrom i
- neurodegeneracija povezana sa pantoten kinazom.[20]  Izmena strukturnih proteina ćelijske membrane koja se javlja u neuroakantocitozi i McLeodovom sindromu, je dominantni poremečaj u akantocitima.[21]

## Diferencijalne dijagnoze
Dijagnozu akantocitoze treba razlikovati od:
- akutne ili hronične anemije,
- hepatitisa A, B i C,
- hepatorenalnog sindroma,
- hipopituitarizma,
- sindroma malapsorpcije i
- neuhranjenosti.[22]

Akantocitoza koja je posledica neuhranjenosti, kao što su anoreksija nervoza i cistična fibroza, povlači se sa rešavanjem nutritivnog deficita.
Ćelije slične akantocitima mogu se naći kod hipotireoze, posle splenektomije i kod mijelodisplazije.
Akantocite treba razlikovati od ehinocita, koji se još nazivaju i  šiljaste čelije , koje su, iako su stvorene, različite po tome što imaju višestruke male, izbočene špikulacije u pravilnim intervalima na ćelijskoj membrani.
Bur ćelije obično impliciraju uremiju, ali se vide u mnogim stanjima, uključujući blagu hemolizu kod hipomagnezemije i hipofosfatemije, hemolitičku anemiju kod trkača na duge staze i nedostatak piruvat kinaze.  Bur ćelije takođe mogu nastati in vitro usled povišenog pH, skladištenja krvi, smanjenja ATP-a, akumulacije kalcijuma i kontakta sa staklom.
Akantocite takođe treba razlikovati od keratocita, zvanih „rogaste ćelije“ koje imaju nekoliko veoma velikih izbočina.

## Literatura
- Johannessen V. J. Electron Microscopy in Human Medicine. Vol. 1 McGraw - Hill International Book Company, 1977.
- Jandl J. H. Textbook of Hematology. Chapter 3: Erythrocytes. Little, Brown Comp, Boston, 1987.
- Tassos, P. F. (1972). Experimental physiology and applied biology. Cambridge, Massachusetts: Mice. стр. 175—6..
- Erslev A. J, Gaburda T. G. Pathophysiology of Blood. Erythrocytes. Saunders, Philadelphia, 1985.
- Repka, T.; Hebbel, R. P. (1991). „Hydroxyl radical formation by sickle erythrocyte membranes: Role of pathologic iron deposits and cytoplasmic reducing agents”. Blood. 78 (10): 2753—8. PMID 1668610. doi:10.1182/blood.V78.10.2753.2753..
- Kaplan B. H, Williams W. J. et al. Hematology. McGraw Hill, New York, 1986; 287.
- Harris J. W, Kellermeyer R. W. The Red Cell. Harvard University Pres, Cambridge (Mass), 1970.
- Erslev A. J, Gabuzda T. G, Sodeman W. A, Sodeman T. M. Pathologic Physiology. Sanders, Philadelphia, 1979; 587.
- Bessis M, Williams V. J;  . (1986). Hematology. New York: McGraw Hill. стр. 257..

## Spoljašnje veze
Mediji vezani za članak Akantocit na Vikimedijinoj ostavi

- „Acanthocyte - an overview | ScienceDirect Topics”. — www.sciencedirect.com (језик: енглески)
- Acanthocyte: Presented by the University of Virginia (језик: енглески)
- Acanthocytes на  (језик: енглески)

|  | Molimo Vas, obratite pažnju na važno upozorenje u vezi sa temama iz oblasti medicine (zdravlja). |